# Mariage dans l'Égypte antique
Qu'il s'applique aux humbles ou aux rois, qu'il soit libre ou contractualisé, qu'il soit simplement symbolique, le mariage dans l'Égypte antique peut revêtir des formes très diverses. Le point commun qui relie ces notions est la volonté de former un couple à l'image des divinités égyptiennes qui possèdent, presque toutes, leur parèdre. Les garçons se marient vers vingt ans alors que les filles se marient vers quinze à dix-huit ans.

## Les dieux
Hormis les relations propres aux différentes cosmogonies : Shou/Tefnout, parents de Geb/Nout lesquels engendrent Osiris/Isis et Seth/Nephtys dans la cosmogonie héliopolitaine, Noun/Nounet, Heh/Hehet, Kekou/Kekout, Amon/Amemet dans la cosmogonie Hermopolitaine, et les relations locales : Amon/Mout (dans la triade de Thèbes), Ptah/Sekhmet (dans la triade de Memphis), Montou/Râttaouy (dans la triade de Médamoud), les divinités étaient fréquemment associées par paires de même racine nominale (comme dans l'ogdoade d'Hermopolis) :
| Divinité masculine | Divinité féminine  |
| ------------------ | ------------------ |
| Amon               | Amemet (ou Amonet) |
| Anubis             | Anupet             |
| Baal               | Baâlat             |
| Basty              | Bastet             |
| Bès                | Beset              |
| Heh                | Hehet              |
| Kekou              | Kekout (ou Keket)  |
| Noun               | Nounet             |
| Tefen              | Tefnout            |

## Le peuple

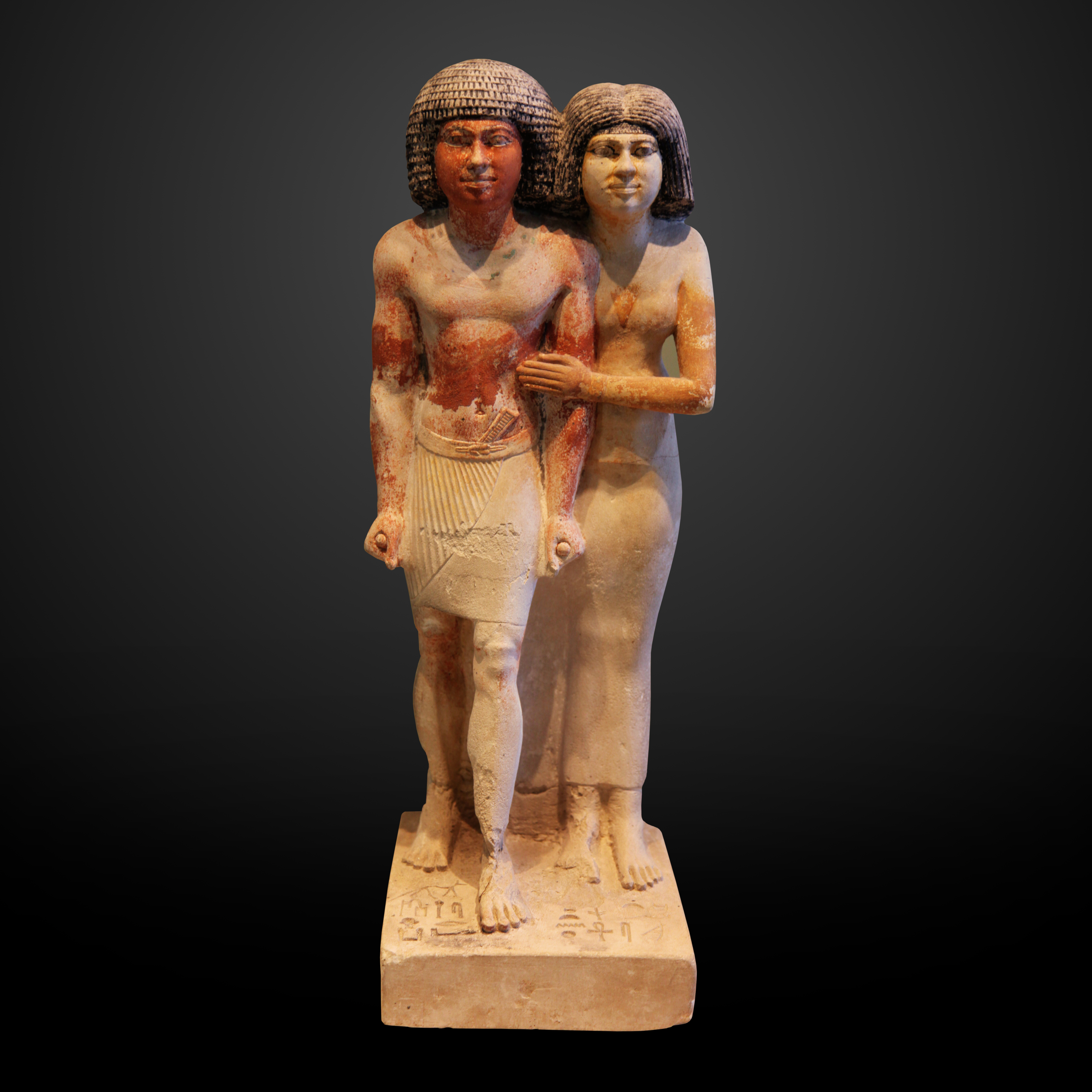
L'inspecteur des scribes Raherka et sa femme Merséânkh

Dans la plupart des cas, le mariage est la simple concrétisation d'un désir mutuel de vivre ensemble et de fonder une famille ; le « mariage » se réduit alors au simple fait d'habiter sous le même toit. Pour ce faire, il semble que nulle procédure administrative ni religieuse n'ait été requise : le consentement des époux aurait suffi. La femme est libre de choisir son époux et la morale égyptienne défendait au père de contrecarrer les désirs de sa fille. L'absence d'acte officiel pour sceller le mariage, avant la Basse époque, ne doit pas nous laisser croire pour autant que le mariage soit un acte fait à la légère et facilement défaisable.

Les égyptiens se mariaient avec des femmes de leur entourage (cousine, voisine, etc.) mais, semble-t-il, jamais avec leur sœurs. Les sages mettaient en garde les jeunes hommes contre les femmes inconnues : 
« Méfie-toi d'une femme qui serait inconnue dans ta ville. Ne la regarde pas comme si elle était mieux que les autres, ne la connais pas physiquement : elle est semblable à une eau très profonde dont on ne connaît pas les remous. »
— scribe Ani (Nouvel Empire)

La morale recommandait également de prendre une femme appartenant à la même classe sociale et vantait les qualités des femmes simples : 
« Une parole sage est plus cachée que la pierre précieuse, et pourtant on la trouve auprès des meunières penchées sur leur meule. »
— vizir Ptahhotep (Ve dynastie)

### Image du mariage et morale
L'idéal égyptien d'une vie en couple peut se résumer à avoir une maison, prendre une femme, avoir des enfants (et notamment un garçon), maintenir son autorité tout en restant heureux et assurer le bien-être matériel de la maisonnée.

Le vizir Ptahhotep (Ve dynastie) livre à ses lecteurs la recette d'un mariage réussi : 
« Si tu es un homme de bien, fonde un foyer, épouse une femme de cœur et chéris-la dans ta maison comme il convient. Emplis son ventre, habille son dos. L'onguent est ce qui guérit son corps. Rends-la heureuse, ainsi, toute ta vie. C'est un champ fertile pour son seigneur. »

### Polygamie et concubinage
La polygamie n'est pas interdite, mais elle est peu fréquente et semble être réservée aux élites (notables, gouverneurs de province calquant le mode de vie du pharaon), particulièrement à des époques d'affaiblissement de la royauté.
Le mariage incestueux existe chez les riches et à la cour du pharaon notamment lors des IVe, XIe, fin de la XVIIe et début de la XVIIIe dynastie en des périodes de troubles politiques.

### Divorce
Les divorces n'étaient pas courants. L'adultère chez la femme du peuple peut mériter la condamnation à mort alors que chez l'homme, il peut être cause de divorce demandé par la femme.